# Parafia Matki Boskiej Nieustającej Pomocy w Zgierzu
Parafia Matki Boskiej Nieustającej Pomocy – mariawicka parafia w Zgierzu, w diecezji śląsko-łódzkiej Kościoła Starokatolickiego Mariawitów w RP.
Siedziba parafii oraz kościół parafialny Matki Boskiej Nieustającej Pomocy znajduje się w Zgierzu, w powiecie zgierskim, w województwie łódzkim. Proboszcz nie mieszka na terenie parafii. Obecnie funkcję tę sprawuje kapłan Jakub Maria Szczepan Orzechowski, który dojeżdża z parafii św. Jana Chrzciciela w Dobrej.

## Historia
Na terenie Zgierza powstała trzecia na ziemiach polskich parafia mariawicka. 11 lutego 1906 ks. Jan Pągowski – wikariusz zgierskiej parafii wypowiedział, wraz z częścią parafian, posłuszeństwo arcybiskupowi warszawskiemu. W ciągu czterech dni 15 tysięcy zgierzan postanowiło przejść na mariawityzm. Jeszcze w 1906 rozpoczęto budowę kościoła przy ul. Juliusza Słowackiego. W 1909 w Ministerstwie Spraw Wewnętrznych Rosji zatwierdzono statut zgierskiej parafii. Parafia liczyła wtedy 12 tysięcy wiernych (na 16 tysięcy mieszkańców Zgierza) i była najliczniejszym ośrodkiem mariawitów w regionie łódzkim.
W 1923 kapł. Józef Maria Wawrzyniec Pągowski, wraz z pięcioma innymi duchownymi mariawickimi i liczną grupą wiernych zażądał złożenia urzędu biskupa naczelnego Kościoła Mariawickiego przez abpa Jana Marię Michała Kowalskiego. Nie wszyscy członkowie parafii poparli jednak Pągowskiego, co spowodowało silny podział społeczności na zwolenników i przeciwników kapłana. Ponieważ majątek parafialny zapisany był na kapłana Pągowskiego, świątynia praktycznie nie była do odzyskania przy pozostających przy Kowalskim mariawitach. Od samego początku Pągowski prowadził starania o przekształcenie swojej parafii w niezależny Kościół Polsko-katolicki, w tym celu nawiązywał kontakty z innymi działającymi w tym czasie niezależnymi księżmi katolickimi: ks. Pawłem Kamińskim w Katowicach i ks. Alojzym Ptaszkiem z Krakowa. Udało się nawet zwołać w październiku 1926 Synod Ogólnopolski tego Kościoła, który wybrał Pągowskiego na biskupa, z czasem jednak pomysł wspólnego Kościoła rozpadł się, a państwo nigdy nie zatwierdziło niezależnej wspólnoty katolickiej. Po II wojnie światowej Pągowski zaprzestał działalności, a jego majątek przeszedł na rzecz rzymskich katolików – obecnie kościołem dysponuje parafia rzymskokatolicka Chrystusa Króla w Zgierzu.
Mariawici, którzy nie opowiedzieli się za Pągowskim, znaleźli nową siedzibę przy ul. Tadeusza Kościuszki 18. Do mariawityzmu w 1939 przyznawało się około 1000 wiernych, jednak w wyniku eksterminacji hitlerowskiej do początku 1945 dożyło zaledwie 400 osób. Kaplica przy ulicy Tadeusza Kościuszki była otwarta przez cały okres okupacji. Gdy proboszczem tutejszej parafii został kapłan Michał Maria Ludwik Jabłoński, postanowiono wybudować nowy kościół przy ul. Trojańskiej 5C. Do budowy nowej świątyni wykorzystano cegłę z rozbiórki kościoła mariawickiego w Kajewie koło Krośniewic. Świątynia została konsekrowana 10 lipca 1994, jest jednonawowa, na planie krzyża. Obok kościoła znajduje się cmentarz parafialny.

## Nabożeństwa
Eucharystia sprawowana jest w niewielkim kościele pod wezwaniem Matki Boskiej Nieustającej Pomocy, wybudowanym w 1994.
- Msze Święte niedzielne o godzinie 10.00
- Adoracja miesięczna przypada na 8. dzień każdego miesiąca
- Uroczystość parafialna w uroczystość Matki Boskiej Nieustającej Pomocy, która przypada w niedzielę przed 24 czerwca.
- Pozostałe nabożeństwa według ogłoszenia